# Plukon Food Group
Pour les articles homonymes, voir PFG.
 (septembre 2020).

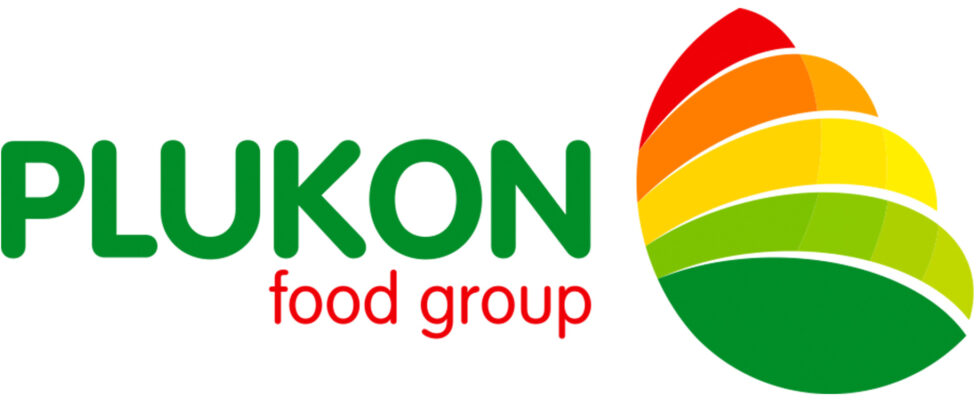
logo de l'entreprise Plukon Food Group

Plukon Food Group est une entreprise néerlandaise de production de volaille. Son principal concurrent est LDC (Le Gaulois, Maître CoQ, Loué...).
L'entreprise rachète en 2017 l'industriel historique en France, Duc.